# Захарий Величков
Захарий Жеков Величков е български революционер, четник в дружината на Стоил войвода.
Захарий Жеков бил роден в семейството на Захарий (Жеко) Величков и Гана Димова. По стара традиция бил нарачен на името на три месеца по-рано починалия си баща. По тази причина за да подпомогне майка си и трите си сесртри, най-голямата от които била на 12 години след време заминава при един роднина на чичо му в Шумен. Там се главява при един бакалин, който освен богатството си бил и наблюдателен човек. Той усетил дарбите на момечето и го провожда да се изучава на писмо и четмо. Доволен от напредъка му даскала го взима а редовен ученик в училището си. Като се изучил, Захарий се завърнал в родното си село Смядово, Преславско. Там той се опитал да стане учител, тъй като се намирал за добре образовзн. Местните първенци му отказали, защото не знаел църковно пеене, пък и зщото много говорел за някогашните български царе. Обиден от това отношение заминал за Влашко, където в град Галац работи при един гръцки гостилничар. Като позаработил малко пари се прехвърлил в Букурещ с двама свои другари. През 1868 г. се запознва със Стефан Караджа, Юрдан Планински, Христо Македонски и Христо Иванов  – Големия. Така се оказва в редиците на борците за свобода. От 1870 до 1972 г. той се скитал между Русе и Варна, когато се устаовил накрая в Ямбол, където се препоръчал за джихаръ хекимин (фелдшер).
В град Ямбол Величков се сближава с Георги Дражев, основател на ямболския Таен революционен комитет през 1873 г. Там започва да изучава поведението на местните турци, които имали двулично отношение към него. През 1875 г. по настояване на Дражев се жени за Паска Г. Попова, с която си добиват дъщеричка Ганка.
През 1876 г. води битки с четата на Стоил войвода. По тктически причини отстъпват към село Раково, където Величков е ранен над коляното. С другарят си Атанас Кратунов се отправят към Ямбол, но поради непознаване на пътя се озовали в село Терзоба. Там Кратунов се изгубил, а Захарий Величков през ноща стигнал до село Кьопеклий. От там по течеието на Тунджа се прибира в ямболската си къща. В дома на тъща си се среща със семейството си. Те го осведомяват, че на няколко пъти им е правен обиск. По тази причина хората закопавт оръжието в градината и посаждат цветя отгоре. На сутринта къщата е обградена от войска и заптии на сливенския мютесарифин Хайдар паша и веднага подложен на разпити в конака. Там изнудвали жена му да го предаде. Заловените Стефан Дражев, П. М. Гайдаров и Дражо Хаджигеоргиев отричат по време на разпитите Величков да е ходил с оръжие по Балкана. Закаран в град Одрин Захарий Величков е обесен на 28 юни 1876 г на ул. „Абачилар баши“.